# Józef Wawrzyniec Krasiński
Józef Wawrzyniec Krasiński herbu Ślepowron (ur. 10 sierpnia 1783 w Zegrzu, zm. 14 października lub 19 października 1845 w Krakowie) – literat i pamiętnikarz, mistrz dworu królewskiego Mikołaja I Romanowa w 1830 roku, senator-kasztelan Królestwa Polskiego (kongresowego) w 1829 roku,  major Armii Księstwa Warszawskiego, wolnomularz.
Był synem Kazimierza i Anny Ossolińskiej. 27 września 1809 zawarł związek małżeński z Emilią Ossolińską, z którą miał pięcioro dzieci: Stanisława Aleksego, Karola Joachima, Adama Henryka, Paulinę (żonę Ludwika Górskiego) oraz Mariannę.
Po wybuchu insurekcji przeniósł się z rodzicami do Zamościa, gdzie uczęszczał przez 2 lata do liceum. W 1802 osiedlił się w rodzinnych Radziejowicach. Na krótko wyjechał na studia uniwersyteckie w Lipsku. Od 1806 służył w Wojsku Polskim zgłaszając się na ochotnika do 5 pułku piechoty. Od 16 czerwca 1808 kierował w randze majora administracją gwardii narodowej w Warszawie. W 1810 organizował gwardię narodową i spisy wojskowe w departamentach krakowskim i radomskim, 15 grudnia 1811 r. otrzymał dymisję z gwardii na własne żądanie, mianowany został członkiem komisji obrachunkowej sprawdzającej rachunki wojskowe. W 1812 powrócił do wojska i jako adiutant gen. Karola Kniaziewicza uczestniczył w wojnie przeciw Rosji. W sierpniu 1812 awansował na podpułkownika 1 pułku strzelców konnych. Przy boku Kniaziewicza, a następnie Józefa Zajączka uczestniczył w odwrocie wojsk polskich. W toku walk o przeprawę przez Berezynę uniósł z pola bitwy rannych kolejno Zajączka i Kniaziewicza i pomagał przy ich transportowaniu do Wilna. Wraz z Kniaziewiczem przybył do Zegrza, a następnie schronił się do Krakowa i Galicji; 31 marca 1813 r. otrzymał definitywną dymisję z wojska. W 1816 został członkiem Dyrekcji Teatrów Warszawskich, a później senatorem-kasztelanem (od 1829) i ochmistrzem dworu polskiego cara Mikołaja I. Tytuł hrabiowski uzyskał w 1820. wybrano go także marszałkiem sejmiku błońskiego, z ramienia którego posłował na sejmy 1820 i 1825. W okresie powstania listopadowego w stopniu pułkownika dowodził 1 pułkiem gwardii narodowej w Warszawie. Po upadku powstania wyjechał do Krakowa. Opracował i wydał Przewodnik dla podróżujących w Polsce i Rzeczypospolitej Krakowskiej wydany w 1821. Pozostawił po sobie Pamiętniki od r. 1790–1831 drukowane w Bibliotece Warszawskiej.
Jako senator podpisał 25 stycznia 1831 roku akt detronizacji Mikołaja I Romanowa.
Odznaczony Złotym Krzyżem Virtuti Militari w  1810 i Krzyż Kawalerski Legii Honorowej w 1812 oraz Orderem Świętego Stanisława I klasy w 1826 roku. Zmarł w Krakowie, pochowany został w kościele parafialnym w Zegrzu.

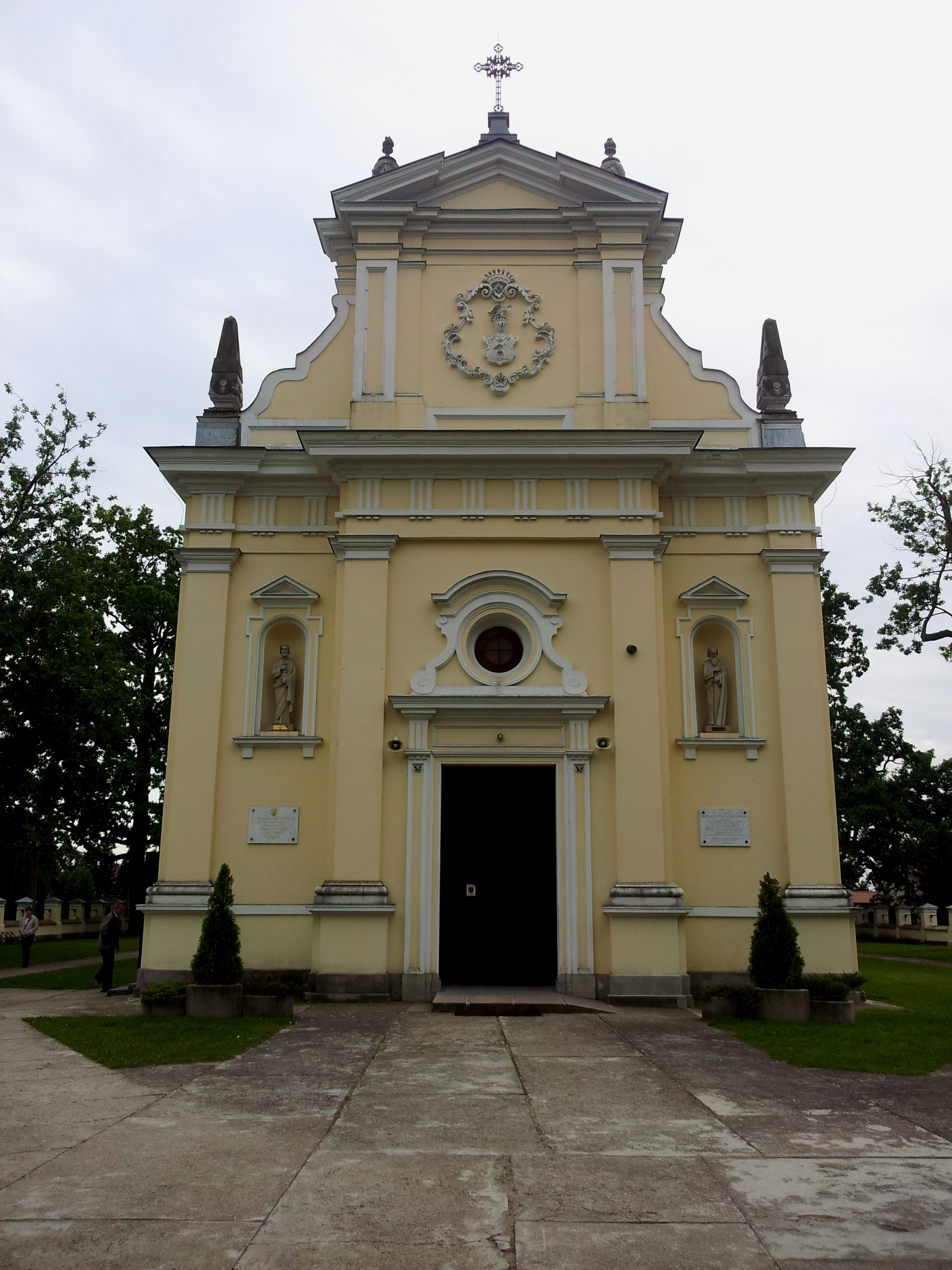
Kościół w Woli Kiełpińskiej z kryptą grobową i epitafiami rodu Krasińskich